# Косинское (Костромская область)
Косинское — опустевшая деревня в Буйском районе Костромской области. Входит в состав Центрального сельского поселения.

## География
Находится в западной части Костромской области на расстоянии приблизительно 18 км на юг-юго-восток по прямой от районного центра города Буй.

## История
В 1907 году здесь было учтено 24 двора.

## Население
Постоянное население составляло 121 человек (1897 год), 181 (1907), 0 как в 2002 году, так и в 2022.